# きらりと冬
『きらりと冬』（きらりとふゆ）は、月島きらり starring 久住小春 (モーニング娘。) の3枚目のアルバムである。

## 収録曲
1. コイサイン
（作詞：金子雄平　作曲：隆勇人　編曲：荒木啓六）
2. アナタボシ
（作詞：2℃　作曲・編曲：斎藤悠弥　歌：MilkyWay）
テレビ東京系テレビアニメ「きらりん☆レボリューション」の第7オープニングテーマ。
3. パパンケーキ
（作詞：2℃　作曲：FIREWORKS　編曲：宮永治郎）
アニメ「きらりん☆レボリューション」の第11エンディングテーマ。
4. ラブチク
（作詞：村井大　作曲：Antonio Lucio Vivaldi　補作曲：村井大　編曲：村井大）
5. Oh! トモダチ
（作詞：2℃　作曲・編曲：BOUNCEBACK）
6. マスカラフル
（作詞・作曲・編曲：村井大）
7. パピーラブ
（作詞・作曲・編曲：AKIRASTAR）
8. ソラミミドレミ
（作詞・作曲：福本公四郎　編曲：荒木啓六）
9. ガムシャララ
（作詞：2℃　作曲・編曲：村井大　歌：MilkyWay）
アニメ「きらりん☆レボリューション」の第12エンディングテーマ。
10. タンタンターン!
（作詞・作曲・編曲：前山田健一　歌：MilkyWay）
アニメ「きらりん☆レボリューション」の第7オープニングテーマ。
11. サンサンGOGO
（作詞：2℃　作曲・編曲：吉田勝弥　歌：MilkyWay）
アニメ「きらりん☆レボリューション」の第10エンディングテーマ。
12. 夢のバルーン
（作詞：谷藤律子　作曲：若林充　編曲：伊藤俊）

## DVD (初回生産限定盤)
1. パパンケーキ (Close-up Ver.)
2. パパンケーキ (Live Ver.) 2008.8.3 国立代々木競技場 第一体育館 Hello!Project 2008 Summer Wonderful Hearts 避暑地でデートいたしまSHOW より収録
3. アナタボシ (Dance Shot Ver.) / Milky Way
4. アナタボシ (Live Ver.) / Milky Way 2008.8.3 国立代々木競技場 第一体育館 Hello!Project 2008 Summer Wonderful Hearts 避暑地でデートいたしまSHOW より収録
5. タンタンターン! (Dance Shot Ver.) / Milky Way
6. タンタンターン! (アニメ Ver.) / Milky Way
7. ジャケット撮影メイキング

## 参加ミュージシャン
- kozue - chorus (M1,8)
- 伊東真紀 - chorus (M1,4,6)
- 荒木啓六 - all instruments (M1,8), bass (M11)
- kickrin - chorus (M2,3,5,9,10,11)
- 中村祐健 - bass (M2)
- 斎藤悠弥 - all instruments except bass (M2)
- 宮永治郎 - all instruments (M3)
- 村井大 - all instruments (M4,6,9)
- BOUNCEBACK - all instruments (M5)
- MAKI - chorus (M7,12)
- AKIRASTAR - all instruments (M7)
- 久住小春 - 犬 (M7)
- 前山田健一 - all instruments (M10)
- 吉田勝弥 - all instruments except bass (M11)
- 石井裕 - guitar (M12)
- 伊藤俊 - all instruments except guitar (M12)